# 園阿莉
園 阿莉（その あり、[ ）は、愛知県豊川市出身の日本の美術家、陶芸家。
- 東京陶族展　代表
- 阿火利子窯（東京都渋谷区）　阿火利子窯宝工房（山梨県都留市）　主宰
- 全日本肖像美術協会会員

## 来歴
愛知県窯業専修職業訓練校陶磁器科　卒業　1975年
　桑沢デザイン研究所リビングデザイン科　卒業

## 入賞・入選
- 女流陶芸展 大賞受賞（1976）
- 武蔵野伝統工芸展（1979）
- 朝日陶芸展（1983）
- 中日国際陶芸展（1984）
- 日本陶芸展（1985）
- 第1回　国際陶磁器トリエンナーレ展　美濃（1986）
- 現代陶彫展（1988）
- 第2回　国際陶磁器トリエンナーレ展　美濃（1989）
- 朝日現代クラフト展（1990）
- 第3回　現代陶彫展（1990）
- 出石トリエンナーレ展（1994）
- 第62回全日肖展　2部小作品展入選（2015）
- 第65回記念全日肖展　2部小作品展全入選（2018）

## 陶芸展・個展
- 「東京陶族展」　東京都美術館　　第19回公募展　2023
- 女流陶芸選抜3人展」　京都ギャラリー陶千房
- 「カップ展」　京都ギャラリー陶千房

- 個展

　　　東京小田急百貨店　1978　第一回個展以来、隔年で個展を開催
　　　豊橋市丸栄百貨店　1983　
　　　札幌三越百貨店　　1985

## 陶壁
- 「春を待つ」 1800×2700　　　　小千谷市伝統産業会館（新潟県小千谷）
- 「人相似」 2000×3000　　　　　作楽荘特別養護老人ホーム（愛知県豊橋市）
- 「フィジカル」 3500×5100　　　豊川市立体育会館（愛知県豊川市）
- 「安全地帯」 1900×2100　　　　回生堂病院（山梨県都留）
- 「緑の叛乱」 1800×5400　　　　目黒区医師会館（東京都）
- 「緑の中で」 1700×1800　　　　上大幡公民館（山梨県都留市）
- 「超空図」 3000×2100　　　　　長野平青学園（長野県長野市）
- 「花友達」 2300×2600　　　　　セキスイハイム（株）松本本社ビル（長野県松本市）
- 「女友達」 2300×8500　　　　　ライフポートとよはし（愛知県豊橋市）
- 「瞑想する科学」 3500×2400　　日本サーモニクス株式会社　本社ビル（神奈川県相模原市）
- 「超鳥図」 250×250　　　　　　禾生コミュニティー（山梨県都留市）
- 「温故知新」 1800×2000　　　　滝川病院（愛知県豊橋市）
- 「病院創成図」 1800×2000　　　滝川病院（愛知県豊橋市）
- 「春を待つ」 1800×2700　　　　小千谷市伝統産業会館（新潟県小千谷市）
- 「新石器時代のラブレター」1000×1000　　　炭平コーポレーション（長野県松本市）
- アキモト建設　庭園

## 著書
- 『現代陶芸湯のみ図鑑』　光芸出版編　作品掲載
- 『陶』: The best selections of contemporary ceramics in Japan』vol.58（東京編1）作品掲載　京都書院、1992年11月
- 『現代陶芸湯のみ図鑑』　光芸出版編　作品掲載
- 『芸術界』（2025）　昭和百年記念　日本芸術年鑑社
- 『美術大鑑』２０１４　ビジョン企画出版社